# Campionati mondiali di nuoto in vasca corta 2024 - 200 metri misti femminili
La gara dei 200 metri misti femminili dei campionati mondiali di nuoto in vasca corta 2024 si è svolta il 10 dicembre 2024 presso la Duna Aréna di Budapest.

## Podio
| Pos.    | Atleta          | Nazione       |
| ------- | --------------- | ------------- |
| Oro     | Kate Douglass   | Stati Uniti   |
| Argento | Alexandra Walsh | Stati Uniti   |
| Bronzo  | Abbie Wood      | Gran Bretagna |

## Record
Prima della manifestazione il record del mondo (RM) e il record dei campionati (RC) erano i seguenti.
|  | 2'01"86 | Katinka Hosszú | 6 dicembre 2014 Doha |
|  | 2'01"86 | Katinka Hosszú | 6 dicembre 2014 Doha |

Durante la competizione è stato migliorato il seguente record:
|  | 2'01"63 | Kate Douglass |

## Programma
| Data             | Ora   | Turno    |
| ---------------- | ----- | -------- |
| 10 dicembre 2024 | 10:44 | Batterie |
| 10 dicembre 2024 | 18:01 | Finale   |

## Risultati

### Batterie
| Pos. | Batteria | Corsia | Atleta                   | Nazionalità   | Tempo   | Note |
| ---- | -------- | ------ | ------------------------ | ------------- | ------- | ---- |
| 1    | 2        | 4      | Abbie Wood               | Gran Bretagna | 2'05"16 | Q    |
| 2    | 3        | 4      | Mary-Sophie Harvey       | Canada        | 2'05"99 | Q    |
| 3    | 4        | 4      | Kate Douglass            | Stati Uniti   | 2'06"08 | Q    |
| 4    | 4        | 3      | Rebecca Meder            | Sudafrica     | 2'06"15 | Q    |
| 5    | 4        | 2      | Emma Carrasco            | Spagna        | 2'06"42 | Q    |
| 6    | 4        | 6      | Ellen Walshe             | Irlanda       | 2'06"50 | Q    |
| 7    | 3        | 3      | Alexandra Walsh          | Stati Uniti   | 2'06"63 | Q    |
| 8    | 3        | 2      | Tamara Potocká           | Slovacchia    | 2'07"17 | Q    |
| 9    | 2        | 2      | Hanna Bergman            | Svezia        | 2'08"25 |      |
| 10   | 2        | 5      | Chiara Della Corte       | Italia        | 2'08"29 |      |
| 11   | 4        | 5      | Tara Kinder              | Australia     | 2'08"41 |      |
| 12   | 4        | 8      | Clara Rybak-Andersen     | Danimarca     | 2'08"61 |      |
| 13   | 2        | 8      | Kristen Romano           | Porto Rico    | 2'08"92 |      |
| 14   | 3        | 8      | Zheng Huiyu              | Cina          | 2'09"23 |      |
| 15   | 3        | 6      | Kayla Hardy              | Australia     | 2'09"27 |      |
| 16   | 2        | 3      | Misuzu Nagaoka           | Giappone      | 2'09"37 |      |
| 17   | 3        | 1      | Diana Petkova            | Bulgaria      | 2'09"50 |      |
| 18   | 3        | 5      | Lena Kreundl             | Austria       | 2'09"82 |      |
| 19   | 2        | 6      | Dalma Sebestyén          | Ungheria      | 2'09"94 |      |
| 20   | 3        | 7      | Fernanda Gomes Celidonio | Brasile       | 2'10"08 |      |
| 21   | 4        | 7      | Laura Cabanes            | Spagna        | 2'10"55 |      |
| 22   | 2        | 7      | Zhou Yanjun              | Cina          | 2'11"51 |      |
| 23   | 3        | 0      | Phiangkhwan Pawapotako   | Thailandia    | 2'13"58 |      |
| 24   | 1        | 6      | Viktoriia Blinova        | NAB           | 2'13"78 |      |
| 25   | 4        | 1      | Gina McCarthy            | Nuova Zelanda | 2'14"14 |      |
| 26   | 2        | 0      | Xiandi Chua              | Filippine     | 2'14"85 |      |
| 27   | 2        | 1      | Lee Hee-eun              | Corea del Sud | 2'15"35 |      |
| 28   | 4        | 9      | Nicole Frank             | Uruguay       | 2'15"97 |      |
| 29   | 3        | 9      | Ng Lai Wa                | Hong Kong     | 2'16"16 |      |
| 30   | 1        | 3      | Tara Aloul               | Giordania     | 2'19"20 |      |
| 31   | 1        | 2      | Alexis Margett           | Bolivia       | 2'20"06 |      |
| 32   | 4        | 0      | Applejean Gwinn          | Taipei cinese | 2'20"25 |      |
| 33   | 2        | 9      | Cheang Weng Chi          | Macao         | 2'21"50 |      |
| 34   | 1        | 4      | Yasmin Silva             | Perù          | 2'22"45 |      |
| 35   | 1        | 5      | Molina Smalley           | Namibia       | 2'22"81 |      |

### Finale
| Pos.    | Corsia | Atleta             | Nazionalità   | Tempo   | Note |
| ------- | ------ | ------------------ | ------------- | ------- | ---- |
| Oro     | 3      | Kate Douglass      | Stati Uniti   | 2'01"63 |      |
| Argento | 1      | Alexandra Walsh    | Stati Uniti   | 2'02"65 |      |
| Bronzo  | 4      | Abbie Wood         | Gran Bretagna | 2'02"75 |      |
| 4       | 5      | Mary-Sophie Harvey | Canada        | 2'04"30 |      |
| 5       | 7      | Ellen Walshe       | Irlanda       | 2'05"52 |      |
| 6       | 6      | Rebecca Meder      | Sudafrica     | 2'05"61 |      |
| 7       | 2      | Emma Carrasco      | Spagna        | 2'07"62 |      |
| 8       | 8      | Tamara Potocká     | Slovacchia    | 2'08"00 |      |